# Megatón
Un megatón en el Sistema Internacional de Unidades (SI), es el equivalente de 1 × 106 toneladas: 1 000 kilotones, o, en términos de potencia, 1 000 000 de toneladas de trinitrotolueno (TNT). Se simboliza MT.
De acuerdo con el SI, la manera correcta de referirse a esa cantidad de masa es 1 Tg (un teragramo).
Se considera que es la energía liberada por la explosión de un millón de toneladas de TNT. Un gramo de TNT es de 4.184 ×103 julios (J). Por tanto, un megatón de TNT equivale a 4.184 ×1015 J.
Sus múltiplos, submúltiplos y nomenclatura proceden también de la tonelada. Otras unidades derivadas de la tonelada son los kilotones o kilotoneladas (kt: 103 t), y los gigatones o gigatoneladas (Gt: 109 t):
| Gramos de TNT    | Símbolo | Toneladas de TNT     | Símbolo | Energía      |
| ---------------- | ------- | -------------------- | ------- | ------------ |
| gramo de TNT     | g       | microtonelada de TNT | μt      | 4.184×103 J  |
| kilogramo de TNT | kg      | militonelada de TNT  | mt      | 4.84×106 J   |
| megagramo de TNT | Mg      | tonelada de TNT      | t       | 4.184×109 J  |
| gigagramo de TNT | Gg      | kilotón de TNT       | kt      | 4.184×1012 J |
| teragramo de TNT | Tg      | megatón de TNT       | Mt      | 4.184×1015 J |
| petagramo de TNT | Pg      | gigatón de TNT       | Gt      | 4.184×1018 J |

Su uso más extendido es para referirse al poder de grandes explosiones (como las que ocurren por las bombas atómicas), comparándolas con su equivalente en toneladas de TNT.
Inicialmente el poder de las bombas atómicas, como las que destruyeron las ciudades de Hiroshima y Nagasaki, era limitado a alrededor de 15 o 20 kilotones. Después de la introducción de las bombas de hidrógeno se incrementó la potencia a más de un megatón. La bomba del Zar, probada por la Unión Soviética, detonada el 30 de octubre de 1961, era una bomba termonuclear con poder de 50 megatones, la más grande que se conoce públicamente. Y en el último tiempo Rusia desarrolló un torpedo nuclear con 200 megatones llamado Status-6 Poseidón siendo el más poderoso que se conoce de manera pública[cita requerida]. 
Hay, armas nucleares tan grandes que se consideran ineficientes. En lugar de eso, varias bombas de racimo, cuyo poder está alrededor de 1.5 megatones, se cargan en un misil balístico intercontinental. Teóricamente es posible construir una bomba de más de 1000 megatones; es decir, un gigatón, pero no se ha realizado.